# Platymetopius dorsovittatus
Platymetopius dorsovittatus är en insektsart som beskrevs av Kato 1933. Platymetopius dorsovittatus ingår i släktet Platymetopius och familjen dvärgstritar. Inga underarter finns listade i Catalogue of Life.